# Piper silvarum
Piper silvarum är en pepparväxtart som beskrevs av C.Dc.. Piper silvarum ingår i släktet Piper och familjen pepparväxter. Utöver nominatformen finns också underarten P. s. minus.